# Biblioteca Estadounidense en París
La Biblioteca Estadounidense de París es la mayor biblioteca de préstamo en lengua inglesa de Europa continental. Funciona como una asociación cultural independiente sin ánimo de lucro constituida en Francia con arreglo a las leyes de Delaware. Los miembros de la biblioteca tienen acceso a más de 100 000 libros y publicaciones periódicas (de los cuales 20 000 libros, revistas y CD son para niños y adolescentes), además de recursos de referencia e investigación en papel y formato electrónico. La biblioteca presta servicio a casi 5000 miembros de más de 60 países.
La biblioteca se creó en 1920 bajo los auspicios del Library War Service de la Asociación de Bibliotecas de Estados Unidos con una colección básica de libros y publicaciones periódicas donados por bibliotecas estadounidenses al personal de las fuerzas armadas de Estados Unidos que servía a sus aliados en la Primera Guerra Mundial.

## Historia

### Fundación

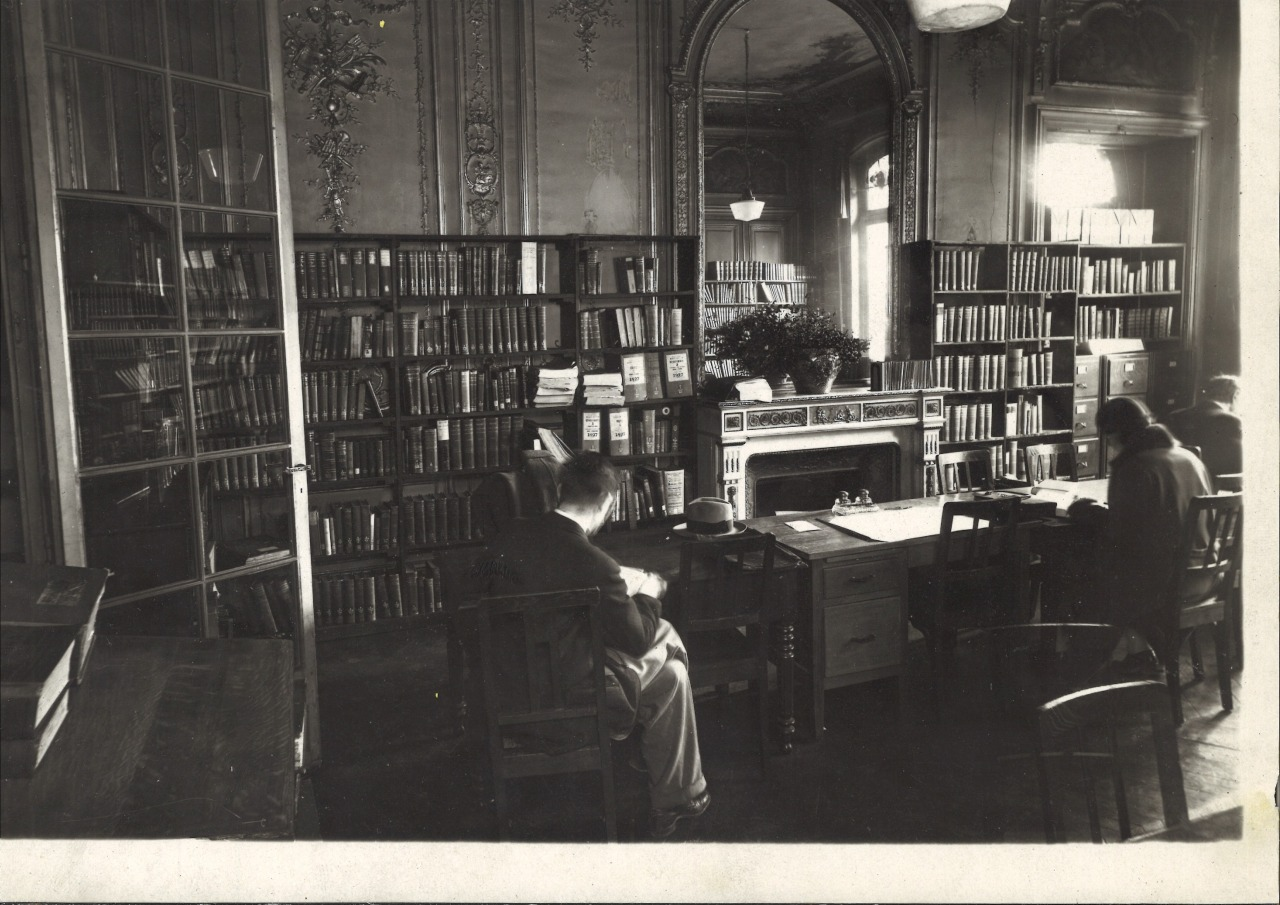
Sala de lectura de la Biblioteca Estadounidense de París, 10 rue de l'Élysée, hacia 1927

Hacia el final de la Primera Guerra Mundial, cuando Estados Unidos entró en el conflicto, cientos de bibliotecas estadounidenses lanzaron el Library War Service, un proyecto masivo para enviar libros a las tropas que luchaban en Europa. Para el Armisticio, se habían enviado casi un millón y medio de libros a través del Atlántico a los soldados. Conocida originalmente como el Servicio de la Asociación de Bibliotecas de Estados Unidos para la Fuerza Expedicionaria Estadounidense (AEF) durante la Primera Guerra Mundial, la Biblioteca Estadounidense de París se constituyó formalmente bajo las leyes del estado de Delaware en 1920 con una colección básica de esos libros de guerra. El lema de la biblioteca refleja el espíritu de su fundación: Atrum post bellum, ex libris lux (Tras la oscuridad de la guerra, la luz de los libros). La directora Dorothy M. Reeder, un cuarto de siglo más tarde, describió la biblioteca como un «bebé de la guerra, nacido de ese vasto número de libros enviados a la AEF por la Asociación de Bibliotecas de Estados Unidos en la última guerra. Cuando cesaron las hostilidades, se embarcó en una nueva misión, y ha servido como monumento a los soldados estadounidenses para los que se ha establecido».
La biblioteca se ubicó inicialmente en el número 10 de la rue de l'Elysée, antigua residencia del nuncio apostólico. La dirección de la primera biblioteca estaba compuesta por un pequeño grupo de expatriados estadounidenses, en particular Charles Seeger, padre del joven poeta estadounidense Alan Seeger («I have a rendezvous with Death»), fallecido en la guerra, y tío abuelo del cantante folk Pete Seeger. La fundación de la biblioteca se financió en parte con una donación inicial de 50 000 francos procedentes de los derechos de autor de los libros Poems and Letters and Diary de Alan Seeger en 1916 y 1917. Entre los primeros fideicomisarios de la biblioteca se encontraba la escritora estadounidense expatriada Edith Wharton. Ernest Hemingway y Gertrude Stein, primeros mecenas de la biblioteca, contribuyeron con artículos a la publicación periódica de la biblioteca, Ex Libris, que se sigue publicando como boletín informativo. Thornton Wilder y Archibald MacLeish tomaron prestados sus libros. Stephen Vincent Benét terminó en la biblioteca su libro John Brown's Body (1928), ganador del premio Pulitzer. Gran parte del personal de la biblioteca eran bibliotecarios estadounidenses en misiones temporales.
El continuo papel de la Biblioteca como puente entre Estados Unidos y Francia quedó patente desde el principio. El presidente francés, Raymond Poincaré, junto con líderes militares franceses como Joffre, Foch y Lyautey, estuvieron presentes cuando se inauguró formalmente la biblioteca. Una de las primeras presidentas del consejo fue Clara Longworth de Chambrun, miembro de una prominente familia de Cincinnati y hermana del presidente de la Cámara de Representantes de Estados Unidos, Nicholas Longworth. La Biblioteca Estadounidense de París se convirtió rápidamente en un centro vital de servicios de referencia y divulgación educativa. Como se indica en un informe operativo de 1923, en sólo tres años de existencia, la sala de referencia de la biblioteca recibió la visita de 35 000 usuarios: 35% estadounidenses, 33% franceses, 16% ingleses y 16% de otras nacionalidades. La biblioteca se organizó con métodos estadounidenses, nuevos en Francia en aquella época, y fue sede de la Escuela de Biblioteconomía de París, que a su vez introdujo la biblioteconomía moderna en Francia.
A escala internacional, en Europa, las secuelas de la Primera Guerra Mundial y el modelo de la Biblioteca Estadounidense de París propiciaron el desarrollo de la nueva idea de bibliotecas gratuitas, de estantería abierta y catalogadas por tarjetas en algunas naciones, sobre todo en Checoslovaquia y Polonia, a principios de la década de 1920. A finales de la década, la biblioteca había sido proveedora de aproximadamente 8000 volúmenes de ficción y no ficción a 62 bibliotecas académicas y públicas de veinte naciones, desde Europa Central hasta Oriente Medio. En 1927, la biblioteca decidió realizar un estudio de los libros relacionados con Estados Unidos que se encontraban en otras colecciones de París, y creó una biblioteca virtual de Derecho estadounidense.
Una sucesión de bibliotecarios estadounidenses dirigió la biblioteca durante los difíciles años de la Depresión. Fue en esta época cuando se celebraron los primeros programas nocturnos de autores en la biblioteca, con lecturas de destacados escritores franceses como André Gide, André Maurois, la princesa María Bonaparte y Colette. En 1936, las dificultades económicas obligaron a la biblioteca a trasladarse a la rue de Téhéran.

### Durante la Segunda Guerra Mundial

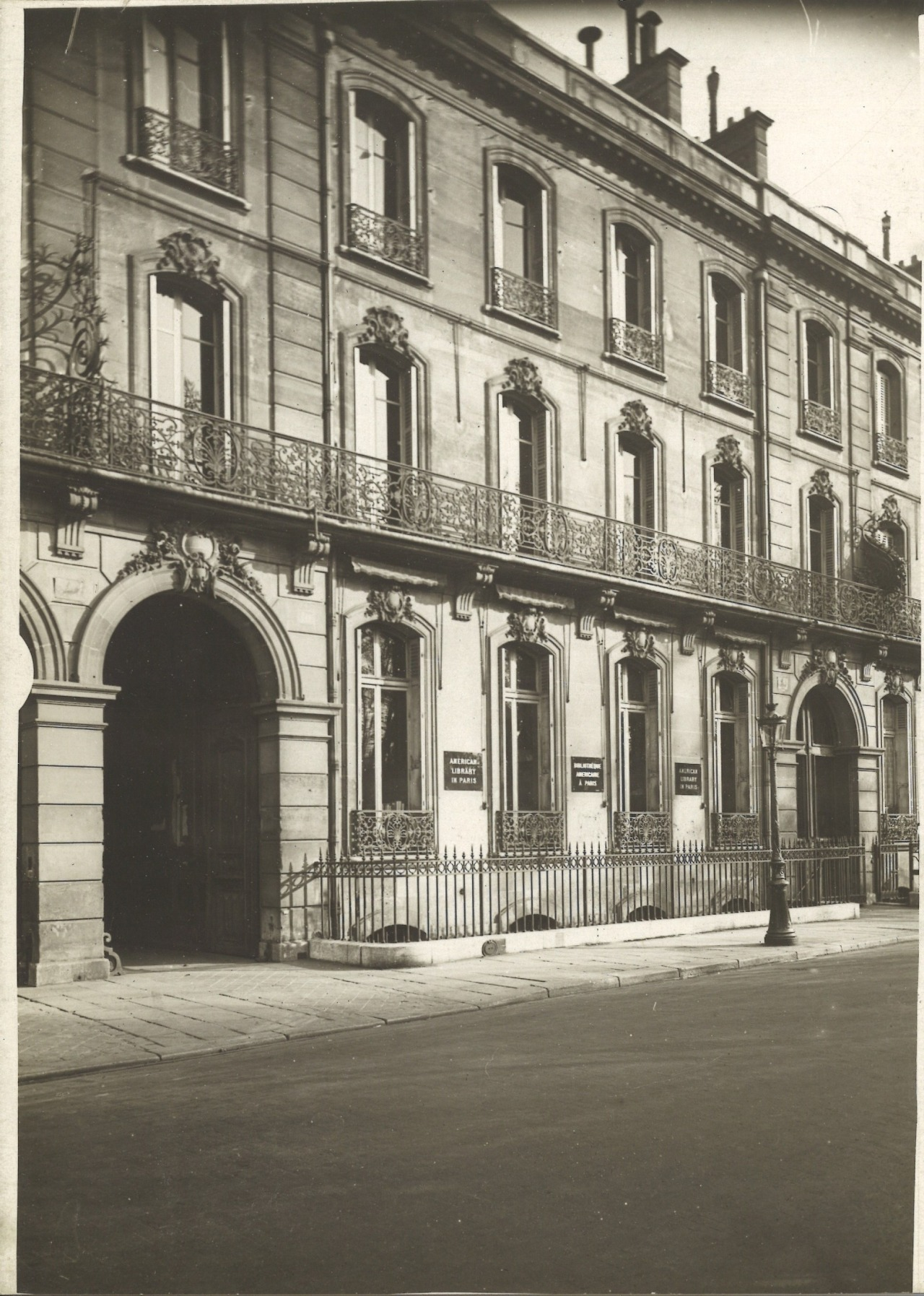
Biblioteca Estadounidense de París, 10 rue de l'Élysée (1920-1936)

El estallido de la Segunda Guerra Mundial y la posterior ocupación alemana de Francia dificultaron que la biblioteca siguiera prestando sus servicios a la población de París, especialmente a los judíos franceses. A pesar de los tiempos difíciles, la biblioteca no cerró finalmente sus puertas. Bajo el liderazgo de la directora Dorothy M. Reeder, y más tarde gracias a los esfuerzos de la condesa de Chambrun, la biblioteca se mantuvo activa en diversas funciones durante la guerra.
Cuando creció la agresión nazi, el personal de la biblioteca preparó rápidamente el edificio contra posibles ataques, pegando las puertas y ventanas con papel para fortificar los cristales en caso de bombardeo y abasteciéndose de máscaras antigás. A pesar del miedo creciente en la ciudad, Dorothy M. Reeder afirmó: «Nunca se pensó que debíamos cerrar». Las suscripciones de pago continuaron incluso cuando el conflicto se intensificó. Los estadounidenses que huyeron de París con libros de la biblioteca en su poder volvieron a escribir, prometiendo devolverlos sanos y salvos a su regreso.
En una decisión que rememoraba los orígenes de la biblioteca en la Primera Guerra Mundial, Dorothy M. Reeder puso en marcha el Servicio para Soldados, que proporcionaba libros a las tropas británicas y francesas. Los soldados escribieron a la biblioteca, agradecidos por el material de lectura. En febrero de 1940, sólo cinco meses después del lanzamiento del Servicio para Soldados, el Herald Tribune de París informó de que se habían distribuido 12 000 libros. Todos estos títulos fueron donados por particulares, organizaciones y editoriales que respondieron a los llamamientos públicos de la biblioteca.
En la primavera de 1940, la guerra llegó a París en forma de Blitzkrieg. En ese momento, el personal de la biblioteca decidió abandonar la ciudad por su seguridad, con la excepción de Dorothy M. Reeder. Aunque la biblioteca estaba cerrada al público, Reeder seguía recibiendo a los clientes cuando llamaban y les permitía sacar libros. En septiembre, se permitió reabrir la biblioteca por las tardes. En ese momento, Hermann Fuchs, «Protector de Bibliotecas» alemán y antiguo director de la Biblioteca de Berlín, visitó la Biblioteca Estadounidense de París. Aunque al principio su visita fue un shock para Reeder, rápidamente se reconocieron de las conferencias internacionales sobre bibliotecas de antes de la guerra. Fuchs aseguró a Reeder que se seguiría permitiendo el funcionamiento de la biblioteca, aunque estaría sujeta a las mismas normas que la Biblioteca Nacional de Francia.
Una de las normas más preocupantes era la exclusión forzosa de los judíos de la biblioteca. Sin embargo, esto no impidió que la Biblioteca Estadounidense de París proporcionara libros a estos usuarios. Dorothy M. Reeder y su personal, así como la condesa de Chambrun, entregaban libros en mano a los miembros judíos que tenían prohibida la entrada a la biblioteca. Un miembro del personal fue fusilado por la Gestapo al no levantar las manos con la suficiente rapidez durante una inspección sorpresa. Cuando Reeder fue enviada a casa por su seguridad, la condesa de Chambrun se puso a la altura de las circunstancias para dirigir la biblioteca. Gracias al matrimonio de su hijo con la hija del primer ministro de Vichy, Pierre Laval, la biblioteca se aseguró un amigo en las altas esferas. Esto, junto con la estima que Hermann Fuchs tenía antes de la guerra por Dorothy M. Reeder y la biblioteca, concedió a la institución un derecho casi exclusivo a mantener sus puertas abiertas y sus colecciones prácticamente sin censura durante toda la guerra. Un diplomático francés dijo más tarde que la biblioteca había sido para el París ocupado «una ventana abierta al mundo libre».

### Posguerra
La biblioteca volvió a prosperar en la posguerra, cuando Estados Unidos asumió un nuevo papel en el mundo. La comunidad de expatriados en París experimentó una regeneración, y una nueva oleada de escritores estadounidenses acudió a París y a la biblioteca. Irwin Shaw, James Jones, Mary McCarthy, Art Buchwald, Richard Wright y Samuel Beckett fueron miembros activos durante un periodo de crecimiento y expansión. Fue durante este período inicial de la Guerra Fría cuando los fondos del gobierno de los Estados Unidos permitieron la creación de una docena de bibliotecas provinciales y el traslado a locales más amplios en los Campos Elíseos en 1952. Fue allí donde el director Ian Forbes Fraser cerró la puerta a una visita de alto nivel de Roy Cohn y David Schine, dos ayudantes de Joseph McCarthy, que recorrían Europa en busca de libros «rojos» en las bibliotecas estadounidenses.
En 1965, la biblioteca adquirió su sede en la rue du Général Camou, a dos manzanas del Sena y de la Torre Eiffel. Allí, la biblioteca contribuyó al crecimiento de la incipiente biblioteca de la Universidad Estadounidense de París. Como parte de la universidad, esa biblioteca es su vecina. Las bibliotecas sucursales pusieron fin a sus vínculos con la Biblioteca Estadounidense de París en la década de 1990; tres sobreviven en virtud de nuevas asociaciones locales, incluida la biblioteca en lengua inglesa de Angers.

### Historia reciente
En 1995, año de su 75.º aniversario, la biblioteca contaba con 2000 miembros. Los locales se renovaron a finales de la década de 1990 y de nuevo en 2011 y 2013, creando un espacio cerrado para conferencias, una sala de lectura ampliada, una biblioteca infantil renovada, una entreplanta para adolescentes y nuevos aseos. En 2016, la biblioteca se transformó con una importante renovación que incluyó la creación de una nueva fachada, nuevos espacios de estudio en el entresuelo y los niveles inferiores, una sala de lectura insonorizada y una sala de socios. En 2018, el número de socios ascendía a 4224.

## Programas
La biblioteca acoge presentaciones gratuitas de autores, académicos, periodistas y otras personalidades públicas. También organiza programas y eventos de autores para niños, adolescentes y familias. El Festival de Ficción de Jóvenes Autores (creado en 2001) se celebra anualmente en primavera, y está «abierto a todos los estudiantes de 5 a 18 años del área metropolitana de París que escriban en inglés».

## Visiting Fellowship y Writer-in-Residence
La Biblioteca Estadounidense de París creó la Visiting Fellowship en 2013 para «nutrir y sostener el discurso intelectual intercultural».
Entre los becarios anteriores se encuentran Rhae Lynn Barnes (verano de 2019), Molly Antopol (verano de 2019), Ian Leslie (primavera de 2019), Hala Alyan (otoño de 2018), Vanessa Manko (primavera de 2018), James Verini (otoño de 2017), Jacqueline Woodson (primavera de 2017), Anna Leahy y Doug Dechow (otoño de 2016), Megan Mayhew Bergman (primavera de 2016), Lan Samantha Chang (otoño de 2015), Susan Hiner (primavera de 2015), Ta-Nehisi Coates (invierno de 2016), Alex Danchev (otoño de 2014) y Anthony Flint (otoño de 2013).
En 2018 se creó un puesto de Writer-in-Residence, para un escritor visitante seleccionado por la biblioteca. Los nombramientos anteriores son Amanda Gorman (2020), Geraldine Brooks (2020) y Viet Thanh Nguyen (2018).

## Gala anual
La Biblioteca Estadounidense de París organiza cada año una cena de gala para recaudar fondos, en la que suele participar un orador invitado. Entre los oradores anteriores figuran: Maureen Dowd (2024); Andrew Sean Greer (2023); Ann Patchett (2022); Zadie Smith (2021); Susan Orlean (2020); Martin Amis (2019); Salman Rushdie (2018); Stacy Schiff (2017); John Irving (2016); Michael Chabon (2015); Antony Beevor (2014); Joyce Carol Oates (2013); Sebastian Faulks (2012); Scott Turow (2011); Christopher Buckley (2010); Laurent de Brunhoff y Alison Lurie (2009); Adam Gopnik (2008); Antonia Fraser (2006); Gonzaque Saint Bris y Eric Frechon (2005); Paul Auster (2004); Louis Auchincloss (2003); Alberto Manguel (2001); 80.º aniversario en el Museo Jacquemart-André (2000); Gore Vidal (1999); Gregory Peck (1998); Philippe de Montebello (1997); William Styron (1996); 75.º aniversario en el Palacio de Versalles (1995); Kay Rader (1994); Lee Huebner (1993); Flora Lewis (1992); Philippe Labro (1991); Helmut Newton (1990); Edward Behr (1989).

## Premio
El American Library in Paris Book Award se creó en 2013 con una donación de la Fundación Florence Gould. El premio está dotado con 5000 dólares y se concede anualmente a un libro «distinguido», escrito originalmente en inglés, sobre Francia o los franceses. El premio de 2024 fue concedido al escritor Adam Shatz por su libro A Rebel's Clinic: The Extraordinary Lives of Frantz Fanon el 7 de noviembre de 2024.
Entre los ganadores anteriores figuran: 2023 - Joan: A Novel de Katherine Chen; 2022 – France: An Adventure History de Graham Robb; 2021 – Black Spartacus: The Epic Life of Toussaint Louverture de Sudhir Hazareesingh; 2020 – The Plateau de Maggie Paxson; 2019 – Hate: The Rising Tide of Anti-Semitism in France (and What it Means for Us) de Marc Weitzmann; 2018 – A Certain Idea of France: The Life of Charles de Gaulle de Julian Jackson; 2017 – The Novel of the Century: The Extraordinary Adventure of Les Misérables de David Bellos; 2016 – The Burdens of Brotherhood: Jews and Muslims from North Africa to France de Ethan B. Katz; 2015 – The Marquis: Lafayette Reconsidered de Laura Auricchio; 2014 – An Officer and a Spy de Robert Harris; 2013 – Embers of War: The Fall of an Empire and the Making of America's Vietnam de Fredrik Logevall.